# Матвій Капелюшников
Матвій Алкунович Капелюшников (13 вересня 1886 — 5 липня 1959) — радянський інженер-механік і винахідник.

## Життєпис
Матвій Капелюшников народився в Абастумані. Свою кар'єру в нафтовій промисловості він розпочав у 1914 році технічним конструктором у нафтовій компанії під назвою «Бакинське товариство російської нафти». У 1915—1918 роках Матвій Капелюшніков працював конструктором бурової установки та інженером-механіком на Биховському нафтопереробному заводі, а потім на заводі, що належав нафтовій компанії «Каспійське товариство». У 1920—1924 роках працював в управлінні нафтопереробних заводів Азнефти в Баку. У 1920—1924 роках Матвій Капелюшніков працював заступником начальника технічного бюро «Азнефть». У 1933—1936 роках обіймав посаду директора Азербайджанського науково-дослідного інституту імені Валер'яна Куйбишева. У 1937—1959 роках Капелюшніков очолював лабораторію фізики нафтових пластів Інституту нафти АН СРСР. З 1945 року професор кафедри буріння Московського нафтового інституту імені Івана Губкіна.
Наукова праця Матвія Капелюшнікова була присвячена технологіям видобутку та переробки нафти і газу внаслідок активного розвитку нафтової промисловості в роки встановлення радянської влади і особливо після Другої світової війни. Найвідомішим винаходом Капелюшникова став революційний турбобур — гідравлічний вибійний бур для буріння свердловин. Він був запатентований у Сполученому Королівстві (11 березня 1925), а потім у Радянському Союзі (31 серпня 1925).